# Joe McDonnell (attivista)
Joe McDonnell (gaelico Seosamh Mac Domhnaill; Belfast, 14 settembre 1951 – Lisburn, 8 luglio 1981) era un provo dell'IRA deceduto durante il secondo sciopero della fame dei detenuti separatisti nordirlandesi nel Carcere di Maze, nella località di Long Kesh.

## Storia
Joe McDonnell era nato nella zona di Lower Falls, a Belfast Ovest, roccaforte dell'IRA, quinto di otto tra fratelli e sorelle. Nel 1970 si sposa con Goretti, una ragazza del quartiere di Andersonstown e si stabilisce con lei a Lenadoon, alla periferia occidentale di Belfast. Nascono due bambini, Bernadette e Joe jr., ma Joe, che nel frattempo era entrato a far parte del Primo Battaglione della Brigata Belfast dell'IRA viene internato per due volte nei primi anni Settanta. Nell'ottobre 1976, dopo un'operazione, viene arrestato con altri tre compagni, uno dei quali Bobby Sands, e condannato a 14 anni di carcere.
Dopo la morte di Sands, l'8 maggio 1981 Joe McDonnell prende il suo posto iniziando il digiuno. Durante il digiuno, a giugno, viene candidato alle elezioni nella Repubblica d'Irlanda e per meno di 400 voti non riesce a essere eletto nella circoscrizione Sligo-Leitrim. L'8 luglio, quando sembrava che un accordo tra i detenuti e il governo britannico fosse possibile, Joe McDonnell muore dopo 61 giorni di digiuno. È sepolto nel cimitero di Milltown, a Belfast, che accoglie le tombe di tutti i volunteers dell'IRA di Belfast.

## Funerale
Il corteo funebre di Joe McDonnell venne attaccato dall'esercito britannico nel tentativo di arrestare i tre membri dell'IRA che avevano sparato una salva di tre colpi sulla bara di McDonnell, secondo la tradizione dei funerali militari dei membri dell'IRA. Nel corso degli scontri venne ferito e arrestato Padraig Adams, fratello di Gerry Adams. Al funerale partecipò anche suo fratello Frankie, rilasciato per qualche ora dai Blocchi H del Carcere di Maze, nella località di Long Kesh, dove anche lui era detenuto.

## Cultura di massa
A Joe McDonnell è dedicata una canzone, Joe McDonnell, nota anche come The ballad of Joe McDonnell, scritta da Brian Warfield degli Wolfe Tones.